# Golconda
Golconda – miasto w Stanach Zjednoczonych, w stanie Illinois, w hrabstwie Pope.